# Астраханский государственный музыкальный театр
Астраханский государственный музыкальный театр — один из старейших театров Астрахани. Принято считать, что его история идёт от  основанного в апреле 1899 года летнего театра.

## История театра
Первое здание театра было построено из дерева по проекту архитектора А. С. Малаховского в 1899 году. На сцене театра в разное время выступали: Шаляпин, Собинов, Нежданова, Савина.

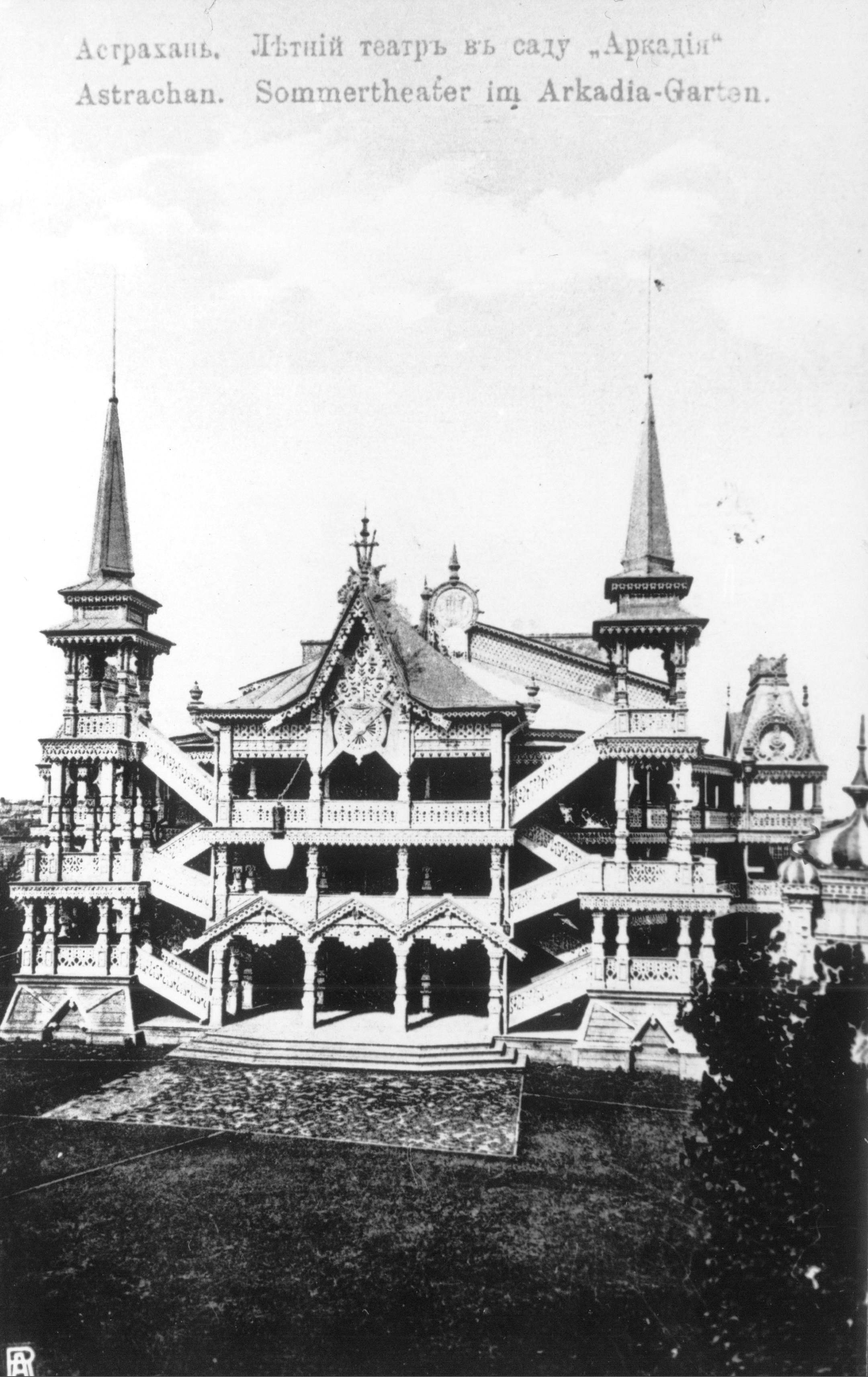
Летний театр

13 ноября 1976 года деревянное здание театра сгорело. 4 мая 1996 года театр открылся в новом здании.
В 2010 году на должность художественного руководителя музыкального театра был приглашён Валерий Воронин. Вместе с ним в команду пришли главный режиссёр Константин Балакин и главный художник Елена Вершинина, также была сформирована профессиональная труппа классического балета; художественным руководителем балета стал Заслуженный артист РФ Константин Уральский. Они провели реорганизацию театра, получившего в 2011 году статус Астраханского театра оперы и балета.

## Репертуар
В театре поставлены следующие спектакли: «Риголетто» и «Травиата» Дж. Верди, «Борис Годунов» Мусоргского, «Тоска» Пуччини, «Цыган» Клиничева. В репертуаре балетной труппы — «Египетские ночи», «Шопениана», «Жизель», «Щелкунчик».